# ME:I
ME:I (яп. ミーアイ, Mīai) — японський жіночий гурт, сформований завдяки реаліті-шоу Produce 101 Japan The Girls. До складу гурту входять одинадцять учасниць: Момона Касахара, Рінон Муракамі, Аяне Такамі, Міу Сакураї, Судзу Ямамото, Кокона Сасакі, Шідзуку Іїда, Кейко Шімідзу, Ран Ішії, Цудзумі Ебіхара та Кокоро Като. Як і попередні переможці Produce 101 Japan, ME:I мають намір стати постійною групою. Гурт управляється Lapone Girls, дочірньою компанією Lapone Entertainment. Вони дебютували з синглом Mirai 17 квітня 2024 року.

## Назва
Назва гурту «ME:I» означає «кумир, якого люблять усі, айдол майбутнього, який разом рухається вперед у майбутнє». При вимові воно звучить як японське слово 未来 (mirai, «майбутнє»). Назву було розкрито в останньому епізоді Produce 101 Japan The Girls.

## Історія

### 2023—2024: Формування черезProduce 101 Japan The Girls
ME:I було сформовано завдяки змагальному реаліті-шоу Produce 101 Japan The Girls, яке транслювалося переважно на потоковому сервісі Lemino з 5 жовтня по 16 грудня 2023 року. Загалом на прослуховування шоу пройшли 14 000 учасниць у віці від 15 до 25 років, які не були пов'язані з жодним агентством талантів. Останні 11 стажерок були обрані глядачами з початкових 101 дівчат шляхом онлайн-голосування та оголошені під час прямої телевізійної трансляції на TBS. Як і попередні переможці Produce 101 Japan, група не мала наміру обмежувати свою діяльність після дебюту.
Кілька учасниць Me:I мали досвід роботи в індустрії розваг до шоу. Момона Касахара була учасницею жіночої групи Angerme з 2016 по 2021 роки. Ран Ішії була учасницею жіночої групи Girls² і знялася в японській драмі Secret × Heroine Phantomirage!. Кокоро Като була учасницею південнокорейської жіночої групи Cherry Bullet під керівництвом FNC Entertainment. Міу Сакурай була учасницею Nizi Project і Girls Planet 999, а Судзу Ямамото шість місяців проходила стажування в південнокорейському агентстві.

### 2024—дотепер: дебют ізMirai
Me:I планують випустити свій дебютний сингл Mirai 17 квітня 2024 року з головним треком «Click». Вони дали свій перший виступ як група перед дебютом на 38th Tokyo Girls Collection 2024 Spring/Summer 2 березня. 14 квітня група завершила свій перший фан-концерт, 2024 Me:I Launching Show Me:Iconic, який пройшов у двох містах і зібрав близько 65 000 глядачів. Me:I офіційно дебютували з синглом «Mirai» 17 квітня, який очолив Oricon Singles Chart з накладом понад 232 000 копій. Головний трек «Click» посів друге місце в чарті Billboard Japan Hot 100.

## Учасниці
- Цудзумі Ебіхара (яп. 海老原 鼓, Ebihara Tsuzumi)
- Шідзуку Іїда (яп. 飯田 栞月, Iida Shizuku)
- Ран Ішії (яп. 石井 蘭, Ishii Ran) — саб-лідерка[18]
- Момона Касахара (яп. 笠原 桃奈, Kasahara Momona) — лідерка[18]
- Кокоро Като (яп. 加藤 心, Katō Kokoro)
- Рінон Муракамі (яп. 村上 璃杏, Murakami Rinon)
- Міу Сакураї (яп. 櫻井 美羽, Sakurai Miu)
- Кокона Сасакі (яп. 佐々木 心菜, Sasaki Kokona)
- Кейко Шімідзу (яп. 清水 恵子, Shimizu Keiko)
- Аяне Такамі (яп. 高見 文寧, Takami Ayane)
- Судзу Ямамото (яп. 山本 すず, Yamamoto Suzu)